# Corta Vento
Corta Vento é um bairro de Teresópolis, cidade localizada no interior do estado do Rio de Janeiro.

## Demografia
De acordo com o Instituto Brasileiro de Geografia e Estatística (IBGE), sua população no ano de 2010 era de 2 265 habitantes, sendo 1 202 mulheres (53.1%) e 1 063 homens (46.9%), possuindo um total de 630 domicílios.